# Dendromecon
Dendromecon  é um gênero botânico da família Papaveraceae.

## Espécies
- Dendromecon harfordii
- Dendromecon rigida